# Alwin Schockemöhle
Alwin Schockemöhle (n. 29 mai 1937, Meppen, Saxonia Inferioară, Germania) este un sportiv ce a reprezentat Germania, medaliat olimpic. A participat la 3 ediții ale Jocurilor Olimpice (1960, 1968, 1976) în care a câștigat două medalii de aur, o medalie de argint și o medalie de bronz.